# Galapagoski zovoj
Galapagoski zovoj (lat. Pterodroma phaeopygia) je vrsta morske ptice iz porodice zovoja. 

## Rasprostranjenost
Endemična je morska ptica koja se gnijezdi na područjima visoke vlažnosti u brdskim krajevima na nadmorskoj visini do 200 metara. Gnijezdi se na pet otoka otočja Galapagos (San Cristóbal, Santa Cruz, Santiago, Floreana i Isabela).

## Opis
Duga je 43 cm. Velika je i ima duga krila. Hrani se ribama, lignjama i rakovima. Prijetnja su joj psi, mačke i svinje, koji uzimaju jaja, te napadaju mlade i odrasle. Najveće ugroženje za populaciju je uvođenje crnog štakora, koji je velika opasnost za uspješno gniježdenje.

## Vanjske poveznice
|  | Zajednički poslužitelj ima još gradiva o temi Pterodroma phaeopygia |
|  | Wikivrste imaju podatke o taksonu Pterodroma phaeopygia             |